# Дипломатия (книга)
Дипломатия (англ. Diplomacy) — книга Генри Киссинджера. Капитальный труд американского дипломата об истории развития международных отношений с периода подписания Вестфальского мира (1648) до конца XX века. Вышла в свет в 1994 году.

## Оценки
"Наиболее важный труд на тему дипломатии за последние тридцать лет" - Вальтер Лакер. 
"Это великая книга... Блистательная по анализу и совершенная по охвату" - Джордж Шульц. 
"Увлекательная книга Киссинджера смело и решительно борется за рассмотрение труднейших вопросов нашего времени... Ее страницы- блестящий образец умения проникнуть в суть вещей" - Саймон Шама